# Dante Lam
Dante Lam Chiu-Yin (林超賢, Lín Chāoxián) és un director de cinema, escriptor i actor de Hong Kong que és una figura important del cinema d'acció xinès.

## Antecedents
Va ser format en la tradició de John Woo com a ajudant de direcció i va treballar com a actor i productor. Sovint escriu i supervisa la seva pròpia coreografia. El 2008 va guanyar el Hong Kong Film Award al millor director pel seu treball a Ching yan.
La seva pel·lícula de 2018 Hong hai xing dong és la la segona pel·lícula xinesa més taquillera de tots els temps i la novena a la llista internacional de taquilles del 2018. Li va guanyar el Premi Cent Flors al Millor Director i el premi a la millor coreografia d'acció als 38th Hong Kong Film Awards.
Després de les protestes de Hong Kong 2019-2020, Lam va ser contractat per la Força de Policia de Hong Kong (HKPF) per produir un vídeo, Shou cheng/Guarding Our City, destinat a ajudar a rehabilitar la imatge pública de la policia. El vídeo de 15 minuts es va publicar el 23 de gener de 2021.

## Filmografia
- G4 te gong (1997)
- Ye shou xing jing (1998)
- Tian xuan di lian (1999)
- Gong woo gau gap (2000)
- Zou tou you lu (2001)
- Chung chong ging chaat (2001)
- Luen oi hang sing (2002)
- Chin gei bin (2003)
- Ho Ching (2003)
- Luen ching go gup (2004)
- Chung on chi ma Gun (2004)
- Ji jern mo lai (2006)
- Shanshan de hongxin haizi de tiankong (2007)
- San cheung sau (2008)[5]
- Ching yan (2008)[5]
- Feng Yun Jue (2008)
- Foh lung (2010)[5]
- Sin yan (2010)[5]
- Jik zin (2011)
- Ji zhan (2013)
- Moh ging (2014)[6]
- Po feng (2015)[7]
- Mei Gong he xing dong (2016)[8]
- Hong hai xing dong (2018)[9]
- The Rescue[10]
- Shou cheng (2021)
- Chang jin hu (2021)[11]
- Chang jin hu zhi shui men qiao (2022)
- Operation Red Sea 2 (2022)[12]